# 名古屋水上警察署
名古屋水上警察署（なごやすいじょうけいさつしょ）は、かつて存在した愛知県警察の警察署である。船舶課を有しており、日本に4つ残った水上警察署の一つでもあった。2013年3月31日をもって廃止となり、港警察署に統合（移管）された。

## 所在地
- 愛知県名古屋市港区港町1-9

## 管轄区域
- 名古屋市港区のうち、埋立地と名古屋港湾内

## 沿革
- 1902年（明治35年）2月5日 - 愛知郡熱田市場町において、熱田水上警察署として設立[1]。当時の管轄は、堀川および愛知県内のすべての海上とされた[1]。その広大な管轄をカバーするため、派出所を水主町・知多郡師崎町および半田町・幡豆郡一色町・宝飯郡蒲郡町・渥美郡福江町の6箇所に設置した[1]。
- 1903年（明治36年）6月 - 当初は熱田警察署において執務を行っていたものを、愛知郡熱田町字神戸に独立庁舎を設ける[2]。
- 1908年（明治41年） - 名称を名古屋水上警察署と変更[1]。
- 1937年（昭和12年）12月 - 港区海岸通6丁目3番地の名古屋臨港警察署（港警察署の前身）に併合される[1]。
- 1959年（昭和34年）11月1日 - 港警察署から分離独立し、その管轄を名古屋港港湾施設および保税区域などとした[3]。
- 1961年（昭和36年）11月30日 - 独立庁舎が完成し、港警察署同居を解消[3]。
- 1967年（昭和42年）1月 - 名古屋港の区域変更により、管轄区域を変更[3]。
- 2013年3月31日 - 廃止（港警察署との統合）。管轄区域の他、庁舎・交番などの施設、船舶・車両などの機材、取り扱い中の事件・事故などはすべて港警察署が引き継ぐ。また、名古屋水上警察署の庁舎は、港警察署の分庁舎となる。

## 幹部交番
なし

## 交番
括弧内は所在地
- 潮見交番（潮見町）
- 金城ふ頭交番（金城ふ頭1丁目）

## 警察官駐在所
なし

## 警備艇
- あいち（41.00t）
- にっこう（7.9t）
- ちたちどり（4.7t）
- あおい（3.1t）